# Chapitre 7
Chapitre 7 è il settimo album di MC Solaar.

## Tracce
1. IntrEau
2. Carpe Diem
3. Paris-Samba
4. Clic clic
5. Da Vinci Claude
6. In god we trust
7. Coup d'œil dans le métro
8. Si on t'demande – con Bambi Cruz
9. Au clair de la lune
10. Non merci
11. Sous les palmiers – con Black Jack
12. Mollah Solaar (Remix)
13. L'Auberge du Bouleau Blanc
14. Ben oui! – con Issara
15. Avec les loups
16. Merci
17. Impact avec le diable
18. Outro